# Westliche Bartagame
Die Westliche Bartagame oder Zwergbartagame (Pogona minor) ist eine Echse aus der Gattung der Bartagamen (Pogona). Ihr wissenschaftlicher Name weist auf die im Vergleich zu anderen Bartagamen eher kleine Gesamtkörperlänge hin (lat. minor = „kleiner“).
Als Zwergbartagame wird hauptsächlich die Pogona henrylawsoni bezeichnet.

## Merkmale
Pogona minor erreicht eine Gesamtlänge von etwa 375 mm, die sich aus einer Körperlänge von 149 mm und einer Schwanzlänge von 229 mm zusammensetzt. Äußerlich ähnelt sie stark Pogona barbata. Anstatt eines Barts besitzt sie lediglich kleine Stachelschuppen in der Kehlregion, die sich nicht aufstellen lassen. Weitere kleine Stacheln befinden sich am Kopf. Die Ohröffnungen sind dreieckig, außerdem ist der Körper dorsoventral abgeflacht.
Die Bartagame ist grau-braun mit mehreren helleren großen Flecken. Die Kehle ist dunkelgrau bis schwarz gefärbt, die Unterseite des Körpers ist weiß-gräulich. Häufig weist P. minor eine rautenähnliche Zeichnung auf; hier sind vergrößerte gekielte Schuppen in feinere Schuppen eingestreut. Der Schwanz ist eher unauffällig gebändert. Oberhalb der Schulter weisen alle Jungtiere aber auch viele adulte Exemplare einen dunklen Fleck auf. An den Seiten ist eine regelmäßige Stachelschuppenreihe zu erkennen. Die Farbe der Mundschleimhaut variiert: Wildfänge besitzen eine gelbe, Nachzuchten eine rosa Mundschleimhaut. Des Weiteren gibt es regionale Unterschiede: Um Gerealton und Mullewa besitzen die Tiere relativ lange Schnauzen und Schwänze. Außerdem sind die Männchen an den Kopfseiten gelblich gefärbt. In der Umgebung von Norseman sind kompakter gebaute Tiere mit breiteren Köpfen und starker Kopfbestachelung verbreitet.

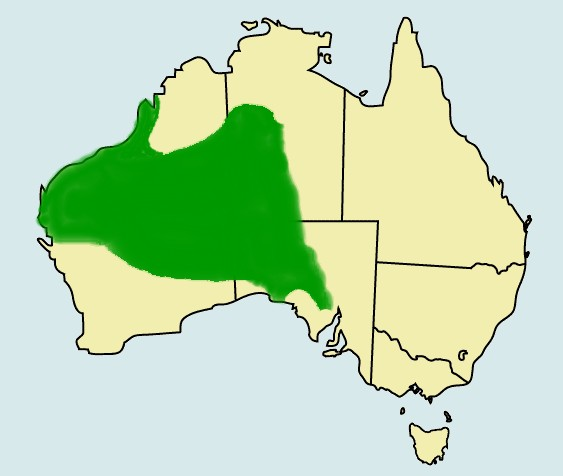
Verbreitungsgebiet von Pogona minor.

## Verbreitung und Lebensraum
Die Westliche Bartagame ist weit verbreitet und besiedelt fast den kompletten Südwesten Australiens. Das Verbreitungsgebiet reicht im Norden bis zur südlichen Pilbara, Little Sandy Desert und Gibson Desert. Außerdem werden die Inseln Barrow, Salutation und Dirk Hartog bewohnt.
P. minor lebt in warmen, offenen Landschaften. Die Art bewohnt in Küstennähe bevorzugt Dünenlandschaften, im Landesinneren ist sie in Steppen, Savannen und Busch- bzw. Trockenwäldern anzutreffen. Auch in Eukalyptusbeständen am Straßenrand wurden einige Exemplare beobachtet. Die im Geäst sitzenden Tiere ließen sich hier erst bei unmittelbarer Gefahr fallen, um davonzulaufen. Auf der Insel Barrow bewohnt die Art ebenfalls die Vegetation, vor allem das Triodia-Büschelgras.

## Lebensweise
Die Westliche Bartagame ernährt sich größtenteils von Grillen und Grashüpfern (29,9 %), Käfern (17,3 %), Termiten (11,7 %), Insektenlarven (8,1 %) und Pflanzenmaterial (19,3 %).
Die Geschlechtsreife der Weibchen tritt bei einer Körperlänge von etwa 90 mm ein. Im Freiland sind trächtige Weibchen von Mitte Juli bis Ende Dezember zu beobachten. Im nördlichen Teil des Verbreitungsgebiets erfolgt die Eiablage bereits im Juli, August oder September, während diese im südlichen Teil erst im Zeitraum von Oktober bis Dezember stattfindet.
Das in etwa 19,5 % der Masse des Weibchens ausmachende Gelege enthält durchschnittlich 7,6 Eier, wobei die Größe zwischen zwei und 19 Eiern variieren kann. Pro Saison werden zwei bis vier solcher Gelege produziert. Die 20–25 mm langen, 12–14 mm breiten und 1,85–1,86 g schweren Eier werden in eine bis 25 cm tiefe Erdhöhle abgesetzt, die nach der Eiablage wieder vollständig verschlossen wird.